# Irmãos Hildebrandt
Greg e Tim Hildebrandt formavam uma dupla de pintores e ilustradores estadunidenses. Tim morreu no ano de 2007, deixando o legado da dupla para seu irmão gêmeo Greg, cujos trabalhos puderam ser vistos em obras como jogos de RPG e filmes como a série Star Wars.